# 野口小蘋

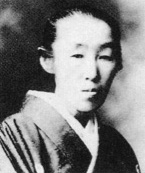
野口小蘋肖像

野口 小蘋（のぐち しょうひん、弘化4年1月11日（1847年2月25日） - 大正6年（1917年）2月17日）は、明治期から大正期に活躍した南画家、日本画家。奥原晴湖とともに明治の女流南画家の双璧といわれた。
名は親、字は清婉。同じく南画家の野口小蕙は娘。

## 略歴

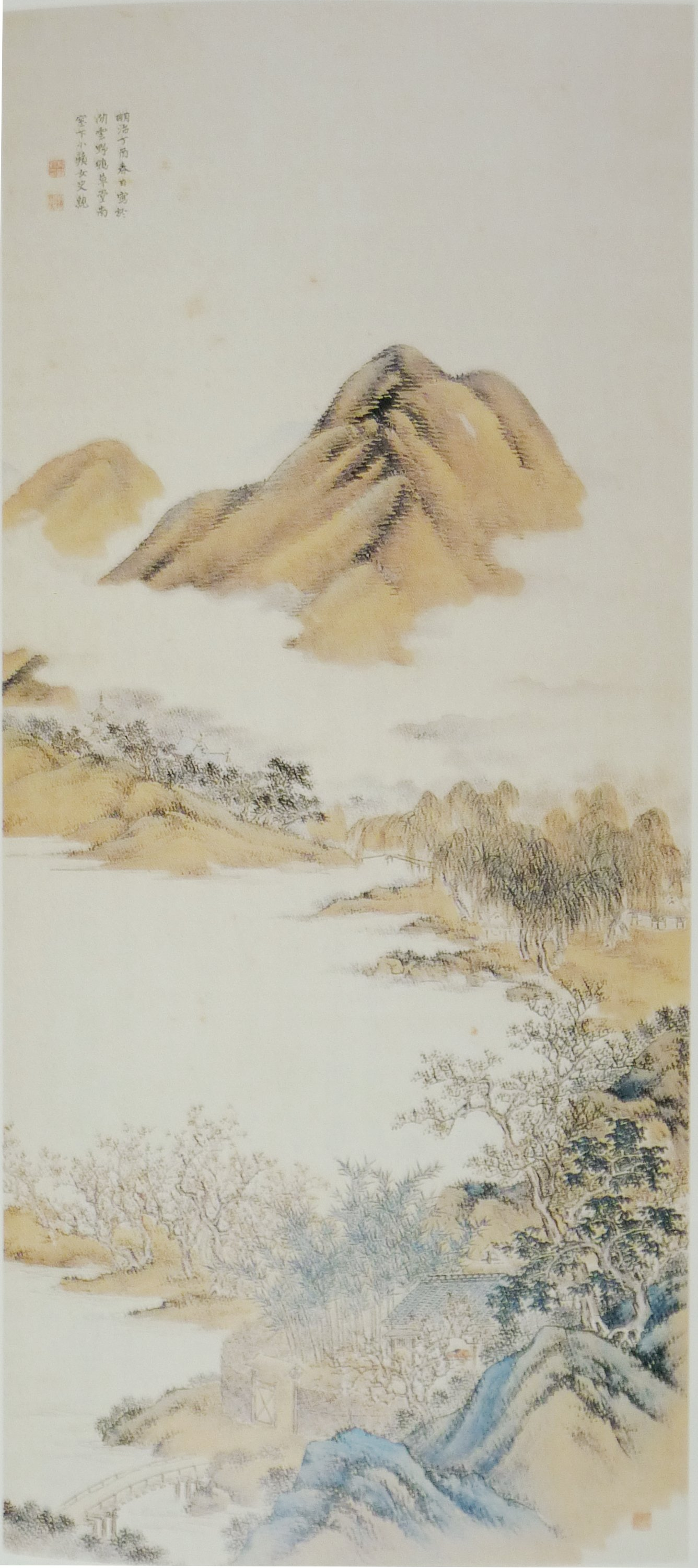
「青緑春山僊陰山水図」 絹本著色 嘯月美術館蔵 明治30年（1897年）

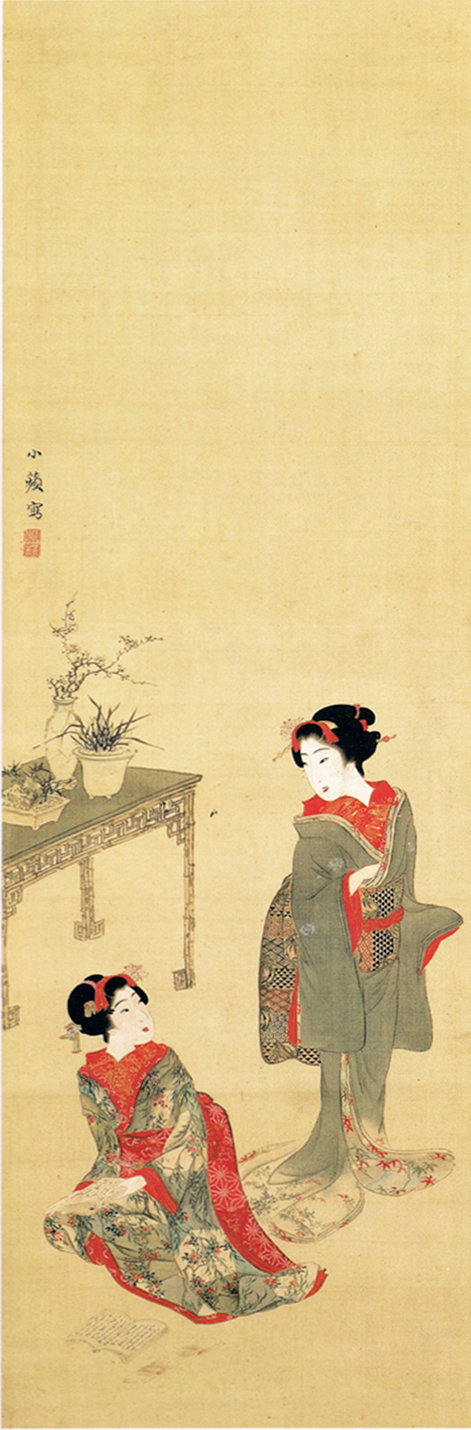
美人図

弘化4年（1847年）、徳島出身の古医方松邨春岱（まつむらしゅんたい）の長女として大坂難波に生まれる。幕末期にあたる幼少時から詩・書・画に親しみ才能を示す。両親は小蘋を画業に就かせるため安政元年（1854年）、8歳のときに四条派の石垣東山に入門させた。文久2年（1862年）、16歳で画の修行のため父と北陸を数ヶ月にわたり巡遊。このとき福井藩の絵師島田雪谷から画の手解きを受けている。この北陸の旅の途次、父の春岱が客死。残された母を養うために慶応元年（1865年）に近江八幡へ遊歴し売画している。
慶応3年（1867年）には京都へ移り、関西南画壇の重鎮である日根対山に師事し、4年の間に山水画・花鳥画を学んだ。また対山を通じて日下部鳴鶴・巖谷一六・長三洲・川田甕江、実業家で煎茶好事家の奥蘭田など多くの文人と知己となる。この頃から「小蘋」を名乗っている。このころ関西浮世絵などにも啓発を受けている。画の修行の傍らで小林卓斎に就いて経学を修めた。
明治4年（1871年）に上京、麹町に住んで画業を本格化。美人画や文人の肖像画などの人物画を多く手がけている。明治6年（1873年）、皇后御寝殿に花卉図8点を手がけている。画業の傍らで岡本黄石に詩文を学んでいる。1875年（明治8年）には甲府で小蘋の肖像写真が撮影されており、これは明治初期の山梨県における写真撮影の事例としても知られる。
明治10年（1877年）、31歳で野口正章と結婚、翌年に娘の小蕙が生まれる。正章も対山の門弟であった。野口家はいわゆる近江商人の家柄で滋賀県蒲生郡桜川村（現・東近江市）に本家を置く酒造業「十一屋」を営み、甲府柳町（現・甲府市中央4丁目（大正13年に甲府市横沢町（現・朝日3丁目）に移転）に営業所と醸造工場があった。義父の野口正忠（柿邨）は自身も漢詩を読む文化人で、大木家当主と同じく著名な文人達と交流し、伊藤聴秋・依田学海・杉聴雨・矢土錦山・市河得庵・小野湖山・谷如意・江馬天江・富岡鉄斎・谷口藹山・瀧和亭・田能村直入・川村雨谷・村田香谷など、当代一流の文人との交流が生まれた。
小蘋は明治8年から野口家とも親交のあった甲府横近習町の商家である大木家に滞在しており、明治11年（1879年）には一家で甲府へ移っている。甲府では奇観で知られる御岳昇仙峡も描いた作品などを製作しており、商標図案や贈答物の絵付などを手がけ野口家の商売にも携わっている。こうした縁で、大木家の美術コレクションである大木家資料（大木コレクション）には数多くの小蘋作品が含まれている。
夫の正章は新しい事業としてビール醸造に着手していた事業に失敗して廃嫡となり、明治15年（1882年）には一家で再び上京する。小蘋の画才は日本画の復興運動に際して注目され、数々の博覧会や共進会で入賞し関東南画を代表する画家と評されるようになる。
明治17年（1884年）、東北地方を巡遊。明治17年（1885年）、上州へ遊歴。
英照皇太后に作品を献上し、皇室や宮家など御用達の作品を多く手がけた。明治22年（1889年）に華族女学校画学嘱託教授を務め、明治35年（1902年）には恒久王妃昌子内親王や成久王妃房子内親王の御用掛を拝命する。明治37年（1904年）4月16日には女性初の帝室技芸員を拝命し、翌年には正八位に叙せられた。明治40年（1907年）、文展審査員に選ばれる。
大正期には山水画を多く手がけ、大正天皇即位に際しては三河悠紀地方の「風俗歌屏風」制作を宮内庁から下命、大正4年（1915年）には竹内栖鳳の「主基殿屏風」と対になる御大典祝画屏風「悠紀地方風俗歌屏風」を献上する。大正6年（1917年）2月、71歳で死去。墓所は青山霊園(1イ-21-12)
門弟に下平霞舟など。

## 代表作
| 作品名                                 | 技法                       | 形状・員数 | 寸法（縦x横cm）   | 所有者                   | 年代               | 款記・印章                       | 備考                          |
| -------------------------------------- | -------------------------- | ---------- | ----------------- | ------------------------ | ------------------ | -------------------------------- | ----------------------------- |
| 美人雅集図                             | 絹本著色                   |            |                   | 十一屋コレクション       | 明治5年（1872年）  |                                  | 谷鉄臣旧蔵                    |
| 岡本黄石喜寿肖像画                     | 絹本著色                   | 1幅        |                   | 世田谷区立郷土資料館寄託 | 明治20年（1887年） | 款記「丁亥晩秋 小蘋松邨親敬寫」  |                               |
| 西王母図                               | 絹本著色                   |            |                   | 十一屋コレクション       | 明治23年（1890年） |                                  | 第三回内国勧業博覧会妙技2等賞 |
| 富貴百齢図                             | 絹本著色                   |            |                   | 十一屋コレクション       | 明治25年（1892年） |                                  |                               |
| 春秋山水図屏風                         | 絹本著色                   | 六曲一双   |                   | 静嘉堂文庫美術館         | 明治28年（1895年） |                                  | 第四回内国勧業博覧会妙技2等賞 |
| 蘭亭曲水図屏風（表）・芦雁図屏風（裏） | 絹本金地著色・紙本銀地墨画 | 六曲一双   | 182.5x391（各）   | シカゴ美術館             | 明治33年（1900年） |                                  |                               |
| 青緑萬松遷館図                         | 絹本著色                   | 1幅        | 194.5x143.4       | 講談社野間記念館         | 明治35年（1902年） | 款記「明治壬寅仲秋小蘋女史親寫」 | 第32回日本美術協会展          |
| 箱根真景図屏風                         | 絹本著色                   | 六曲一双   |                   | 山種美術館               | 明治40年（1907年） |                                  |                               |
| 春秋山水図屏風                         | 絹本著色                   | 六曲一双   | 129.1x304.4（各） | 東京国立博物館           | 明治後期           |                                  |                               |
| 溪山清趣図                             | 絹本著色                   | 1幅        | 161.5x71.5        | 東京国立博物館           | 大正元年（1912年） |                                  |                               |
| 阿波鳴門・小松島図                     | 絹本著色                   | 六曲一双   |                   | 宮内庁                   | 大正4年（1915年）  |                                  |                               |